# Gallegos de San Vicente
Gallegos de San Vicente es una localidad española del municipio de Tolbaños, perteneciente a la provincia de Ávila, en la comunidad autónoma de Castilla y León.

## Geografía
Gallegos de San Vicente se encuentra a medio camino entre las poblaciones de la Venta de San Vicente y Brieva en una penillanura elevada con afloramientos graníticos, poblada de encinas y monte bajo.
Gallegos de San Vicente está a unos 10 km de la ciudad de Ávila. Se sitúa una vez pasados las localidades de Vicolozano y Brieva, integradas en el municipio de Ávila capital y se accede por la carreta AV P 201. Gallegos forma parte del municipio de Tolbaños y hasta 1983 no dispuso de carretera asfaltada. En las últimas décadas, el turismo rural ha dado nueva vida a la población que conserva el aspecto tradicional de los pueblos abulenses de media montaña. 